# Geode Capital Management
Geode Capital Management, LLC (ou Geode) est une société américaine de placement financiers basée à Boston, dans le Massachusetts.

## Histoire
Geode est initialement créée par Fidelity Investments en 2001 pour gérer des et créer de nouvelles stratégies de gestion d'actions. En 2003, Geode deviens une entreprise indépendante. La principale raison est le conflit potentiel des actions de vente à découvert de Geode détenues par les fonds communs de placement de Fidelity.
Malgré la séparation de Fidelity, elle est toujours située près du siège social de Fidelity sur Summer Street à Boston.
En 2020, compte environ 720 milliards de dollars d'actifs sous gestion et environ 140 employés,.
En février 2021, l'entreprise est présentée dans le Wall Street Journal comme « l'arme secrète » de Fidelity,.
Au cours du même mois, la société met fin à son activité de fonds spéculatifs à la suite de pertes importantes sur des produits dérivés.
Début 2022, Geode dépasse le milliard de dollars d'actifs en gestion.

## Activités
Geode agit principalement comme gestionnaire (en tant que sous-conseiller) de fonds enregistrés (en particulier des fonds indiciels) par le biais de Fidelity Investments et des sociétés affiliées National Financial Services et Fidelity Brokerage Services. Par le biais de la Fidelity Automated Managed Platform, Geode fournit des conseils de placement et des services d'investissement.
Geode gère également des actifs pour des investisseurs institutionnels particuliers, tel que les entreprises, les sociétés d'investissement, les fonds de pension, les fonds souverains, les entités gouvernementales et les organisations caritatives. Il compte également parmi ses clients les résidents américains.
Geode investit dans les actions publiques et les marchés alternatifs, en se concentrant principalement sur les actions à forte croissance et les valeurs des petites et grandes capitalisations boursières.
L'entreprise appartient majoritairement à ses employés et à ses administrateurs. La plupart des employés sont  des ingénieurs formés en mathématiques ou en informatique,.

## Stratégies d'investissement
Geode déclare qu'elle utilise, d'une part, une approche systémique et d'autre part, une approche basée sur la gestion des risques.